# Словацкая Народная Республика
Словацкая Народная Республика (словац. Slovenská ľudová republika) или Восточнословацкая республика (словац. Východoslovenská republika) — существовавшее в течение непродолжительного периода (с 11 по 29 декабря 1918 года) государство в южной и восточной Словакии со столицей в Кошице, которое возглавлял словацкий журналист Виктор Дворчак.
В 1918 году в восточной части Словакии возникла Восточнословацкая рада (словац. Východoslovenská rada), которая провозгласила восточных словаков (словяков) отдельной от западных словаков нацией и заявила об их желании находиться в одном государстве с венграми. Когда стало ясно, что идея общего государства с венграми не находит поддержки среди населения, она была заменена идеей создания отдельного государства, тесно связанного с Венгрией. С помощью Венгерской национальной гвардии (словац. Maďarská národná garda) в Кошице была провозглашена Восточнословацкая республика, а главой правительства стал Виктор Дворчак — уездный архивист, политик и журналист. Восточнословацкая республика заявила о независимости от Чехословацкого правительства в Праге и объявила о курсе на тесное взаимодействие с Венгрией, что было названо венгрословяцством (словац. uhroslovjactvo).
СНР прекратила существование после занятия земель Кошице чешско-словацкими войсками и их присоединения к Чехословакии.